# Benissuera
Benissuera és un municipi del País Valencià a la comarca de la Vall d'Albaida.

## Geografia
Situat en el centre de la Vall d'Albaida, la superfície del terme és lleugerament ondulada. El poble està al marge esquerre del riu Albaida, el qual rep al rierol de Torralba dins el terme municipal de Benissuera.
En el secà es conrea raïm, cereals i olives. En el regadiu es conreen cereals, cebes i fruiters. Es rega amb aigües del riu Albaida, els cabals del qual resulten sovint insuficients.
El clima és mediterrani continental; els vents dominants són de ponent i llevant. Les pluges es concentren en la tardor i la primavera.
Des de València s'accedix al poble a través de l'A-7, per a enllaçar amb la N-340 i finalitzar en la CV-613.

## Símbols

### Escut
L'escut oficial de Benissuera té el següent blasonament:
| « | Escut quadrilong de punta redona, truncat. Al primer quarter, en camper de gules, un castell del seu color, amb tres torres, maçonat i aclarit de sable, carregat sobre un riu amb una ona d'atzur i una d'argent. Al segon quarter, en creu: primer i quart, d'or, dos pals de sable; segon, de sinople; tercer, de sable, quatre faixes d'or. Per timbre, una corona reial oberta. | » |

### Bandera
La bandera oficial de Benissuera té la següent descripció:
| « | Bandera de proporcions 2:3. Quartejada horitzontal. Quatre faixes, la primera i la quarta roges, equivalents, respectivament, a cinc desenes parts o la meitat de l'amplada total de la bandera i a tres decenes parts; la segona blava, equivalent a una desena part; la tercera blanca, equivalent a una desena part. Al centre, un castell del seu color amb tres torres, maçonat i aclarit de sable. | » |

## Història
Benissuera és un lloc d'origen musulmà. En el segle xv era propietat de la família Bellvís i el senyoriu depenia de Bèlgida. Posteriorment pertangué als comtes de Casal. Com en tants llocs valencians, l'expulsió dels moriscos de 1609 va afectar greument la seua demografia, que es va recuperar en el segle xviii per a tornar a baixar durant el segle xx, a causa de l'emigració, especialment cap a Alfarrassí.

## Demografia
Actualment Benissuera té 194 habitants (INE 2019). Segons el cens de 2001, un 96,19% sap parlar valencià.
| 1990 | 1992 | 1994 | 1996 | 1998 | 2000 | 2002 | 2004 | 2005 | 2007 | 2014 | 2019 | 2023 |
| ---- | ---- | ---- | ---- | ---- | ---- | ---- | ---- | ---- | ---- | ---- | ---- | ---- |
| 304  | 310  | 312  | 291  | 298  | 300  | 304  | 320  | 206  | 199  | 195  | 194  | 185  |

## Edificis d'interés
Del seu patrimoni cal esmentar:
- Església de Sant Josep. Del segle xvii.
- Palau dels Bellvís. Casalot senyorial integrat en la població; de propietat particular, actualment es troba deshabitat i necessita una urgent rehabilitació.

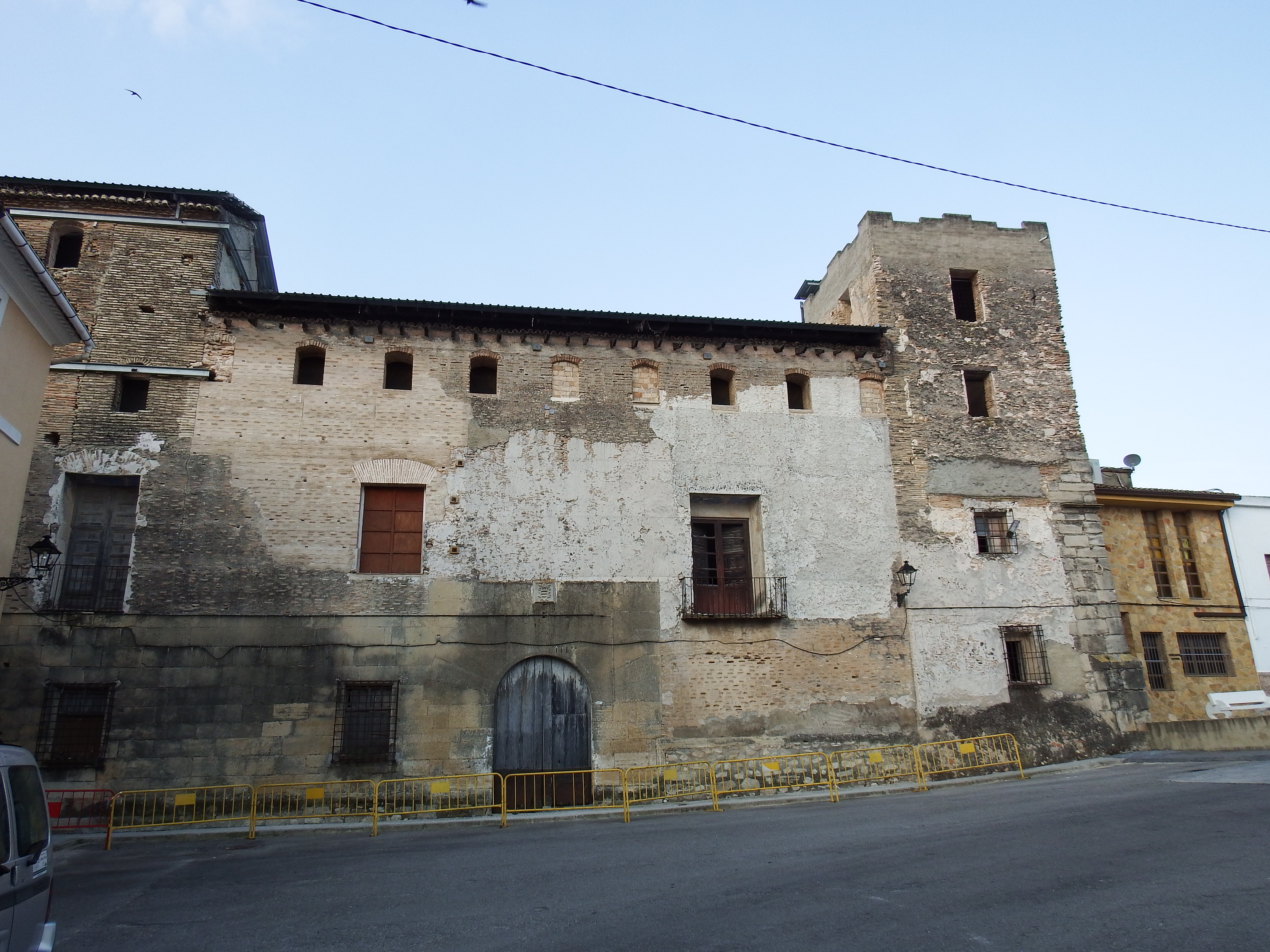
Palau dels Bellvís
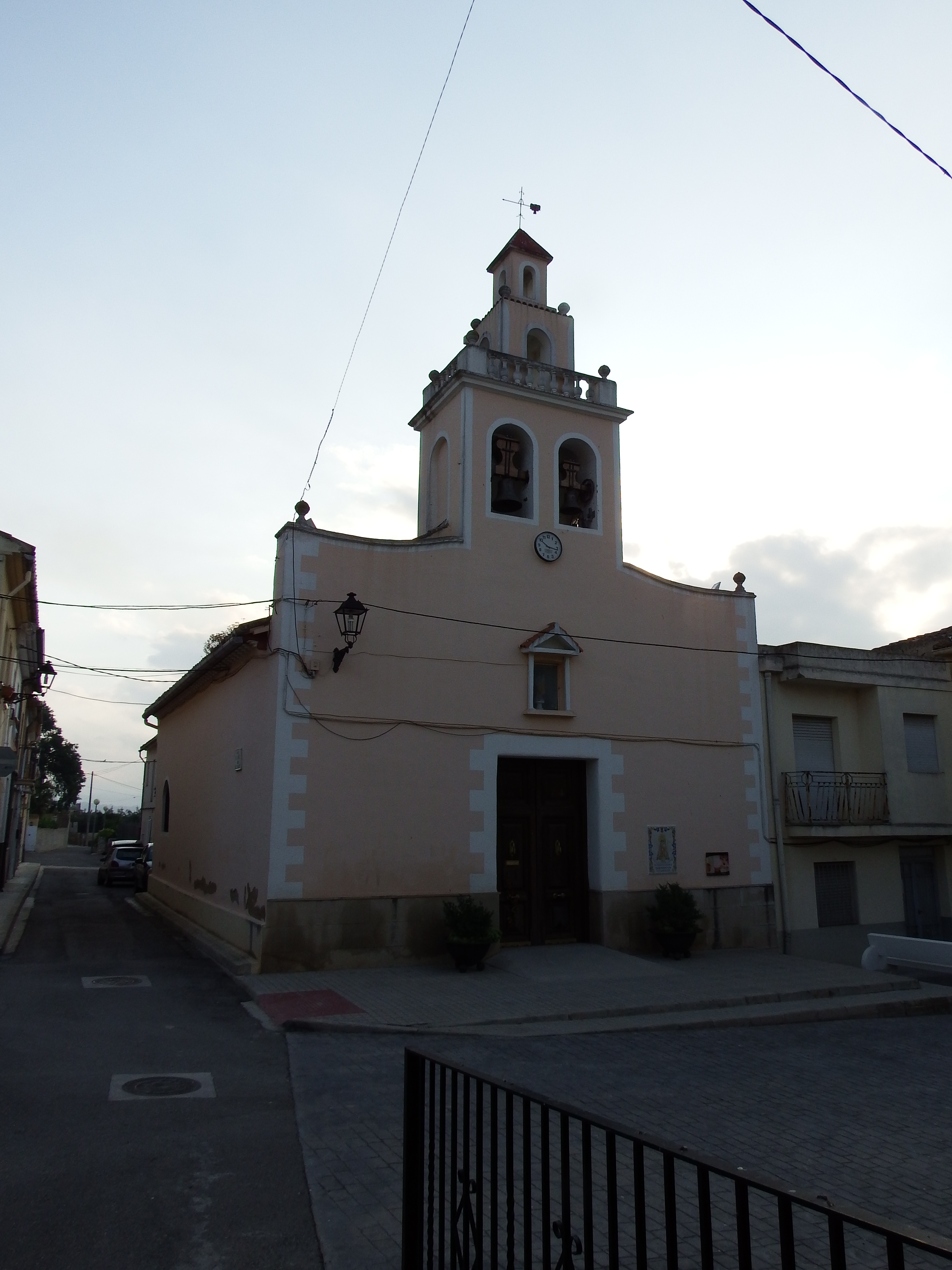
Església de Sant Josep

## Alcaldia
Des de 2019 l'alcaldessa de Benissuera és Càtia Daniela Lopes Costa del Partit Socialista del País Valencià (PSPV).
| Període                       | Alcalde o alcaldessa          | Partit polític | Data de possessió | Observacions |
| ----------------------------- | ----------------------------- | -------------- | ----------------- | ------------ |
| 1979–1983                     | Alfonso Úbeda Úbeda           | PSPV-PSOE      | 19/04/1979        | --           |
| 1983–1987                     | Alfonso Úbeda Úbeda           | PSPV-PSOE      | 28/05/1983        | --           |
| 1987–1991                     | Rafael Úbeda Tormo            | PSPV-PSOE      | 30/06/1987        | --           |
| 1991–1995                     | Rafael Úbeda Tormo            | PSPV-PSOE      | 15/06/1991        | --           |
| 1995–1999                     | Rafael Úbeda Tormo            | PSPV-PSOE      | 17/06/1995        | --           |
| 1999–2003                     | María de los Lirios Pla Benet | PP             | 03/07/1999        | --           |
| 2003–2007                     | María de los Lirios Pla Benet | PP             | 14/06/2003        | --           |
| 2007–2011                     | Antonio Vicente Pla Benet     | PSPV-PSOE      | 16/06/2007        | --           |
| 2011–2015                     | Antonio Vicente Pla Benet     | PSPV-PSOE      | 11/06/2011        | --           |
| 2015–2019                     | Antoni Soler Vila             | PSPV-PSOE      | 13/06/2015        | --           |
| 2019-2023                     | Càtia Daniela Lopes Costa     | PSPV-PSOE      | 15/06/2019        | --           |
| Des de 2023                   | Yolanda Úbeda Palau           | PP             | 17/06/2023        | --           |
| Fonts: Generalitat Valenciana |                               |                |                   |              |